# Mormoni
Mormon je izraz, s katerim opisujemo privržence mormonizma. Z njim največkrat poimenujemo člana Cerkve Jezusa Kristusa svetih iz poslednjih dni, ki se ji pravi tudi Mormonska cerkev. Njeni pripadniki menijo, da se lahko izraz mormon uporablja le za njene pripadnike; vendar pa se občasno uporablja tudi širše za opis katere koli osebe ali skupine, ki izpoveduje vero v Mormonovo knjigo. Po prepričanju pripadnikov skupin Svetnikov poslednjih dni je Mormon ime preroka, ki je spisal Mormonovo knjigo.